# Delta III – Wir wollen nicht zur Erde zurück
Delta III – Wir wollen nicht zur Erde zurück ist ein von William Davidson produzierter Science-Fiction-Film des Regisseurs George McCowan aus dem Jahr 1979. Der Film lief in der kanadischen Originalfassung unter dem Titel The Shape of Things to Come, mit dem  Roman The Shape of Things to Come von H. G. Wells hat dieser trotz des englischen Originaltitels außer den Namen einzelner Charaktere nichts gemeinsam. In Deutschland ist der Film auch unter dem Titel Unternehmen Delta III bekannt.

## Handlung
Durch die Roboterkriege wurde die Erde komplett verseucht. Die Überlebenden haben sich auf den Mond zurückgezogen und leben dort nun in der Stadt „New Washington“, die sich unter einer Kuppel befindet. Um die Verseuchung zu behandeln, brauchen die Überlebenden das Mittel „Radic Q 2“. Leider ist der Abbau dieses Mittels nur auf dem Planeten Delta III möglich. Der Planet wird von einem machthungrigen Wissenschaftler namens Omus beherrscht, der eine Roboterarmee befehligt.
Um seinen Wunsch umzusetzen, als Herrscher auf dem Mond akzeptiert zu werden und seinen wissenschaftlichen Fanatismus dort auszuleben, droht er mit Anschlägen auf die Mondkuppel und das Einstellen der Radic-Q-2-Lieferungen. Caball, ein Techniker, dessen Raumschiff „Starstreak“ (Sternenzug) der Verteidigung des Mondes hätte dienen sollen, wird von ihm, zusammen mit einer Technikerin namens Kim, seinem Sohn Jason und dem Roboter Sparks, entführt. Nun soll das Raumschiff dazu dienen, die Crew zum Planeten Delta III zu bringen, um dem diktatorischen Omus das Handwerk zu legen.
Auf Delta III hat sich bereits Widerstand formiert. Der Widerstand unter der Führung Nikkis, der ehemaligen Gouverneurin von Delta III, hat ebenfalls das Ziel, Omus in seinen Vorhaben zu stoppen. Als die Crew des Raumschiffes „Starstreak“ auf der Erde zwischenlandet, erfährt sie von den verseuchten Kindern, die dringend Radic Q 2 benötigen. Mit dem Versprechen, das Mittel zu besorgen, wird die Reise fortgesetzt.
Auf Delta III angekommen, folgt Dr. Caball der Aufforderung Omus, zu ihm zu kommen. Caball folgt den Robotern in Omus’ Hauptquartier. Omus trägt seinem ehemaligen Lehrer Caball dessen Faszination gegenüber der Wissenschaft vor. Die Aussage Caballs, Wissenschaft solle man nicht über Menschlichkeit stellen, beantwortet Omus mit dessen Ermordung.
Nachdem die Roboterarmee auch Nikkis Widerstandskämpfer überwältigt, erscheint das Unterfangen hoffnungslos, vom Planeten fliehen zu können. Omus leitet eine Selbstzerstörung ein und möchte mit einem Frachter fliehen. Es gelingt Sparks jedoch, die Roboter Omus’ umzuprogrammieren, so dass sie sich gegen diesen wenden. Omus wird von seinen Robotern umzingelt und bei der Explosion seiner Festung getötet.
Die Überlebenden kehren mit dem Raumschiff „Starstreak“ und dem mit Radic Q 2 beladenen Frachter zurück zum Mond. Auch die Erde wird angeflogen, um die Kinder ebenfalls mit Radic Q 2 verpflegen zu können und zu retten.

## Kritik
„Spannungsarmer Science-Fiction-Film, der erfolgreiche Vorbilder auch in der Zurschaustellung moderner Technologie kopiert.“

„Dies ist ein Remake einer Science-Fiction-Geschichte aus dem Jahr 1936 von H. G. Wells, doch so wie sie von Regisseur George McCowan und Drehbuchautor Martin Lager interpretiert wurde, wird sie dem anspruchsvolleren Publikum von heute nicht gerecht. Infolgedessen sind die Geschichte, die Charaktere und der Dialog etwas schwach.“